# Roger Verkarre
Roger Verkarre (Izegem, 23 januari 1930 - Torhout, 29 juli 2001) was een Vlaams rooms-katholiek priester en dichter.

## Levensloop
Verkarre werd priester gewijd in 1955. Hij promoveerde tot licentiaat in de Germaanse filologie aan de Katholieke Universiteit Leuven, bij Albert Westerlinck, met een proefschrift gewijd aan Omer Karel De Laey. Hij werd leraar aan de normaalschool in Torhout. Hij oefende dit ambt uit tot in 1990. Als emeritus bleef hij op de normaalschool inwonen.
Hij publiceerde tientallen gedichten in de tijdschriften West-Vlaanderen, Vlaanderen en Ambrozijn. Hij publiceerde ook af en toe in Biekorf. Hij stond in Vlaanderen vooral bekend als kenner van het werk van Guido Gezelle. Hij was ook expert in werken van Albrecht Rodenbach en Cyriel Verschaeve.
Verkarre was een intieme vriend van de dichter Paul Snoek.

## Publicaties
- Het bijbelse drama in het Nederlands, in: Vlaanderen, 1970.
- Een belangrijke nieuwer dichter, Joris Denoo, in: Vlaanderen, 1977.
- Albrecht Rodenbach. De dichterlijke dimensie van een jong gestorven honderdjarige, in: Vlaanderen,1980.
- Hugo Verriest en zijn oude koster- een toegelichte documentatie, in: Vlaanderen, 1980.
- De ogen dicht danser, verzamelde gedichten, Torhout, Davidsfonds, 1996.